# Conflit de lois
Un conflit de lois surgit lorsque les lois de deux pays ou les lois de deux ordres juridiques d'une fédération prétendent s'appliquer à un même état de choses, et que ces lois offrent des solutions juridiques opposées ou divergentes. 

## Droit canadien
Selon le dictionnaire Reid, un conflit de lois est un « conflit résultant du fait que des lois émanant de deux pays ou ordres juridiques différents sont susceptibles de régir un litige ».
En droit constitutionnel, les décisions Law Society of British Columbia c. Mangat, Multiple Access Ltd. c. McCutcheon et Bell Canada c. Québec (Commission de la santé et de la sécurité du travail) sont des arrêts de principe en matière de conflit de lois au sein de la fédération canadienne. 
En droit international privé, le livre dixième du Code civil du Québec énonce des règles pour trancher un conflit de lois international ou interprovincial.  

## Droit français
Puisque la France est un État unitaire, le conflit de lois en droit français concerne essentiellement le droit international privé. Partant du principe que le juge français peut appliquer une loi étrangère, et que les différentes lois étrangères présentant des liens avec le litige ont une vocation théorique à s'appliquer, ont été élaborées des règles de conflit de lois. Elles présentent des caractères généraux.